# سوماترا (مونتانا)
سوماترا (به انگلیسی: Sumatra) یک منطقهٔ مسکونی در ایالات متحده آمریکا است که در شهرستان رووزباد، مونتانا واقع شده‌است. سوماترا ۹۷۵٫۹۸ متر بالاتر از سطح دریا قرار دارد.